# John Walker (friidrottare)

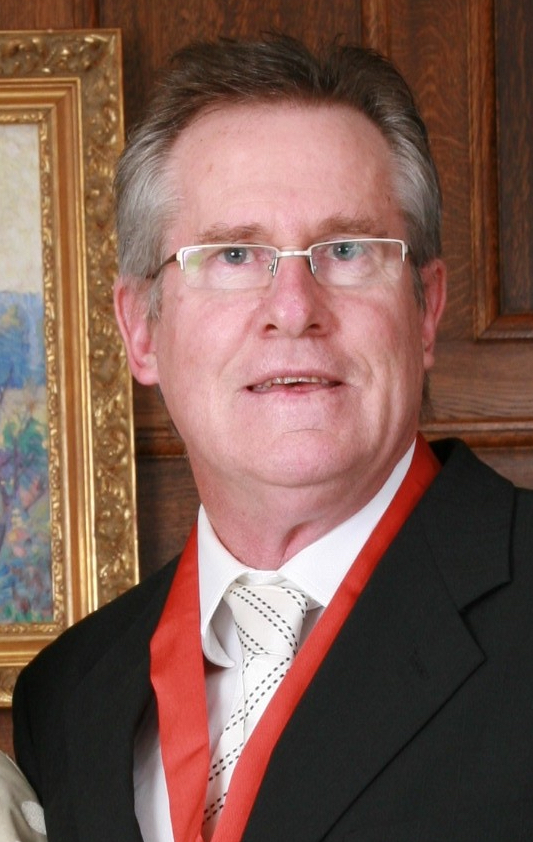
John Walker

John George Walker, född 12 januari 1952 i Papakura i Auckland, är en före detta nyzeeländsk friidrottare.
Walker blev olympisk mästare på 1 500 meter vid sommarspelen 1976 i Montréal. Han blev också den förste som gick under 3.50 på en engelsk mil med tiden 3.49,4 på Slottsskogsvallen i Göteborg den 12 augusti 1975. Detta rekord slogs av Sebastian Coe 1979. 